# Притула, Александр Фомич
Александр Фомич Притула (2 июля 1883, Темрюк — 28 августа 1938) — российский и советский учёный, специалист в области трубопроводного транспорта нефти, нефтепродуктов и газа, педагог, один из основателей Московского нефтяного института имени И. М. Губкина, первый заведующий кафедрой «Транспорт и хранение нефти» института имени Губкина.

## Биография
Александр Притула родился 2 июля 1883 года в Темрюке. Отец Притулы Фома Акимович был советником городской управы. У него было трое сыновей и Александр был средним из них. Семья через некоторое время переехала в Екатеринодар. Александр стал учиться в городском реальном училище, которое окончил в 1900 году и сразу после этого поступил в Санкт-Петербургский Горный институт Императрицы Екатерины. В 1905 году он с отличием окончил институт и стал горным инженером.
После окончания института Притула работал на Бакинских нефтяных промыслах, где познакомился с выдающимся инженером и изобретателем Владимиром Шуховым. Притула предложил Шухову использовать при строительстве нефтепроводов новые оригинальные муфты. Предложение понравилось Шухову и вскоре Притула был назначен главным инженером на строительство завершающего участка первого российского магистрального керосинопровода Баку — Батуми (на тот момент самого крупного трубопровода в мире).
В 1906 году, после завершения строительства, Притула женился. Его супруга Елена Фёдоровна происходила из знатного казачьего рода.
В 1908 году Притула стал главным инженером Грозненских нефтяных промыслов и Майкопского месторождения нефти. Ему было поручено поднять их эффективность до уровня Бакинских промыслов. Притула переехал во Владикавказ, где познакомился со ставшим впоследствии известным учёным Иваном Губкиным, занимавшимся в тот момент исследованием Майкопского месторождения.
В 1913—1914 годах Притула занимался строительством нефтепровода Грозный — Петровск-Порт для Грозненского нефтяного общества «И. А. Ахвердов и Ко». Здесь судьба его свела со специалистом в области сварки Евгением Патоном, будущим Героем Социалистического Труда и лауреатом Сталинской премии.
Как известный специалист в области добычи, переработки и транспортировки нефти, Притула вплоть до Первой мировой войны готовил ежегодные подробные отчёты о состоянии нефтяной промышленности региона, которые публиковались во Владикавказском издательстве.
В 1918 году, на фоне разрухи Гражданской войны, новая власть поручила Притуле возглавить Грозненские нефтяные курсы по обучению работе на нефтедобывающем и нефтеперерабатывающем оборудовании. Благодаря его усилиям удалось быстро восстановить разрушенную инфраструктуру и наладить её нормальную работу. В 1920 году по рекомендациям Губкина и Шухова Притула был назначен главным инженером нефтепромыслов Северного Кавказа и научным консультантом по нефтяным вопросам Народного комиссариата тяжёлой промышленности.
В марте 1920 года В. И. Ленин подписал постановление о сооружении нефтепровода от Эмбинского месторождения до Саратова. Александру Фомичу было поручено проверить технико-экономическое обоснование проекта и дать предложения по оптимальной эксплуатации нефтепровода. Впоследствии подобные задачи ставились перед ним регулярно. Более того, он по собственной инициативе предложил целый ряд проектов нефтепроводов, которые должны были стать основой единой нефтепроводной системы Кавказа и содействовать его всемерному развитию.
В наркомате тяжёлой промышленности было принято решение о создании собственной производственной базы по производству оборудования для нефтедобывающей и нефтеперерабатывающей промышленности, соответствующей мировому уровню развития отрасли. Притула был трижды командирован за границу для изучения иностранного опыта и возможностей закупки необходимого оборудования. Первая такая поездка состоялась осенью 1922 года. Александр Фомич посетил Италию и Турцию. Командировка окончилась полным успехом и получила одобрение наркомата. Притула вернулся с целым пакетом взаимовыгодных предложений.
В мае 1923 года состоялась новая командировка, на этот раз в Турцию и Германию. Притула поехал с пакетом встречных предложений для иностранных деловых кругов. Удалось договориться о поставках практически всей номенклатуры необходимых советской стороне видов оборудования. На рубеже 1923—1924 годов Притула посетил Германию с целью окончательного согласования условий контракта. В январе 1924 года Александр Фомич поехал в Швейцарию, где состоялось заключительная процедура подписания контракта.
Достигнутые соглашения позволили Советскому Союзу приступить к масштабному восстановлению и модернизации своей нефтяной сферы. В 1924—1925 годах были спроектированы нефтепроводы Грозный — Туапсе (диаметр 273 мм, длина 618 км) и Баку — Батуми (вторая нитка, 820 км). Притула руководил проектированием этих трубопроводов. При их строительстве были использованы новые для своего времени технологии и оборудование: ацетиленовая сварка и электросварка труб, роторные экскаваторы, электродвигатели для привода насосов и другие.
В 1925 году Притула выступил с докладом о состоянии и возможностях трубопроводного транспорта Северного Кавказа в Совете нефтяной промышленности. Доклад получил высокую оценку Губкина, присутствовавшего на Совете. По итогам заседания Притула возглавил кафедру «Нефтяной цикл» в Московской горной академии (впоследствии институт имени Губкина). При этом за ним сохранялась должность научного консультанта НКТП по нефтяным вопросам. Новое назначение вынудило Александра Фомича в 1926 году переехать в столицу. После окончания строительства кооперативного Дома работников науки и техники к нему переехала семья.
В 1926 году Притула был включён в состав первой правительственной промышленной делегации СССР, командированной в США. Целью делегации было изучение организации важнейших отраслей хозяйства США. Делегация объехала всю территорию Соединённых Штатов. По итогам поездки в 1927 году Притула издал монографию «Нефтепроводы Соединённых Штатов, их сооружение и эксплуатация».
После возвращения Притула начал работать в Институте народного хозяйства.
Им были разработаны новые учебные программы, он осуществлял общее руководство учебным процессом. Ему было присвоено звание профессора. Одним из учеников Притулы был Фёдор Дунаев — заслуженный деятель науки РСФСР, доктор экономических наук, профессор, учёный в области экономики нефтяной промышленности, один из основателей нефтяного экономического образования в СССР.
Острая необходимость в нефтяных кадрах привела к созданию в Московской горной академии в 1929 году нефтяного факультета. Притула был приглашён возглавить одну из кафедр этого факультета. В 1930 году на базе факультетов и лабораторий Московской горной академии был создан Московский нефтяной институт.
В 1930 году Притулу неоднократно приглашал к себе на работу главным инженером начальник недавно созданного треста «Нефтепроводстрой» Г. П. Рогачёв. Дело в том, что Притула часто возглавлял комиссии по приёмке объектов и строго проверял их качество. Имея его в своём штате Рогачёв получал высококлассного специалиста и освобождался от строгого контролёра. Однако Александр Фомич отказался от предложений Рогачёва. В том же году Притулу арестовали по обвинению во вредительстве. Письмо, послужившее основанием для ареста, было подписано Рогачёвым. Благодаря усилиям руководства института в феврале 1931 года дело было закрыто за отсутствием состава преступления, но в результате Притула был лишён звания профессора.
В июне 1933 года Притула вернулся на место заведующего кафедрой «Транспорт и хранение нефти» в Московском нефтяном институте. В том же году он был отправлен в США для изучения опыта складирования нефти и нефтепродуктов для длительного её хранения. После возвращения из поездки он начал работать над монографией по вопросам складирования и хранения нефти.
В 1934 году он стал членом первого в истории Московского нефтяного института Совета института, тогда же был назначен ответственным за дипломное проектирование по специальности транспорт и хранение углеводородов.

### Арест и гибель
11 июня 1938 года Притула был арестован по обвинению во вредительстве. Прежде вступавшийся за него Шухов был стар и отошёл от дел. Губкин сам подвергся опале и выступить в защиту коллеги уже не мог. 28 августа того же года Притула был обвинён по 58 статье УК РСФСР и расстрелян в тот же день. Захоронен на полигоне Бутово-Коммунарка. Родственникам сообщили, что Притула был приговорён к десяти годам заключения без права переписки и скончался в одном из лагерей НКВД 13 января 1944 года от сердечной недостаточности.
В 1956 году Притула был полностью реабилитирован.